# Валя-Рече (Харгіта)
Валя-Рече (рум. Valea Rece) — село у повіті Харгіта в Румунії. Входить до складу комуни Лунка-де-Жос.
Село розташоване на відстані 242 км на північ від Бухареста, 30 км на північ від М'єркуря-Чука, 137 км на південний захід від Ясс, 110 км на північ від Брашова.

## Населення
За даними перепису населення 2002 року у селі проживали 2203 особи.
Національний склад населення села:
| Національність | Кількість осіб | Відсоток |
| -------------- | -------------- | -------- |
| угорці         | 2194           | 99,6%    |
| румуни         | 9              | 0,4%     |

Рідною мовою назвали:
| Мова      | Кількість осіб | Відсоток |
| --------- | -------------- | -------- |
| угорська  | 2194           | 99,6%    |
| румунська | 9              | 0,4%     |